# Plataforma Logística de Tunes

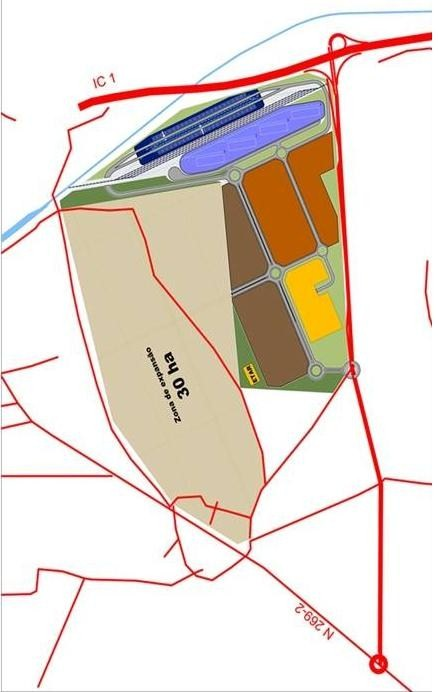
Esquema da Plataforma logística de Tunes

A Plataforma Logística de Tunes é uma plataforma multimodal que se encontra inserida no programa Portugal logístico. Esta é servida por uma rede de transporte rodoviárias e ferroviárias e foi criada com o intuito de potenciar a economia da região algarvia, captando investimento para a região e facilitando a distribuição da produção local aos mercados a que se destina. Outros objectivos idealizados, através da criação desta plataforma, são o de fazer uma reordenação do sistema logístico (concentração das zonas de armazenamento) assim como o potenciamento do transporte ferroviário com a atracção de fluxos ligados à indústria e ao comércio locais.
Esta plataforma logística tem um investimento de quarenta e três milhões de euros e na própria plataforma e de três milhões de euros nas infra-estruturas de acesso. Ocupa uma área de trinta hectares, mas ainda possui outros trinta hectares para se puder efectuar uma expansão. Está centrada num mercado de 380 mil habitantes, 2,2% do PIB industrial nacional (Portugal, 2006, p. 21).

## Principais funcionalidades
Esta plataforma possui (Portugal, 2006, p. 21):
- Uma área logística multifunções
- Uma área logística especializada
- Uma área logística de transformação
- Terminal intermodal ferro-rodoviário
- Serviços de apoio a empresas e veículos

## Acessos rodoviários
Os principais acessos rodoviários a esta plataforma são (Portugal, 2006, p. 21):
- Itinerário principal IP1 com ligação a auto-estrada A2 e A22
- Itinerário complementar 4 com ligação a auto-estrada A22
- Itinerário complementar 1
- Estrada nacional 269
- Estrada nacional 125
- Ligação N269-2 ao Itinerário complementar 1 em projecto

## Acessos ferroviários
- Linha do Sul/Algarve